# Simsia amplexicaulis
Simsia amplexicaulis là một loài thực vật có hoa trong họ Cúc. Loài này được (Cav.) Pers. miêu tả khoa học đầu tiên năm 1807.